# 白貝雷扎
51°43′45″N 34°20′33″E / 51.72917°N 34.34250°E
白貝雷扎（烏克蘭語：Біла Береза）是位於烏克蘭東北部的村莊，由蘇梅州紹斯特卡區的埃斯曼市鎮負責管轄。該村處於克列文河畔，分別距離科馬里夫卡1.5公里和錫多里夫卡2.5公里，海拔高度170米，2001年人口14。